# Наумбург, Элькан
Элькан Наумбург (нем. Elkan Naumburg; 1835, Тройхтлинген, Бавария — 1924, Нью-Йорк) — американский банкир и меценат.
Приехал в США в 15-летнем возрасте и поселился в Балтиморе. Здесь увлёкся музыкой, однако из-за высоких цен на билеты не мог посещать концерты знаменитых гастролёров — Вьётана или Тальберга. Постепенно дела Наумбурга пошли в гору, он занялся банковской деятельностью, и его банк E. Naumburg & Co стал одним из самых влиятельных в Америке; в 1866 г. Наумбург перебрался в Нью-Йорк. С 1873 г. салон дома Наумбургов на Манхэттене стал одним из самых престижных нью-йоркских музыкальных салонов: здесь выступали, в частности, Леопольд Дамрош, Теодор Томас, Марчелла Зембрих. C 1890 г. Наумбург учредил первый стипендиальный фонд для музыкантов Нью-Йоркского филармонического оркестра, внеся, в частности, немалый вклад в приглашение на должность руководителя оркестра знаменитого русского дирижёра Василия Сафонова. В 1905 г. по инициативе и на средства Наумбурга в нью-йоркском Центральном парке начались открытые концерты лёгкой оркестровой музыки, продолжающиеся по сей день. В 1923 г. на средства Наумбурга для этих концертов была построена новая капитальная оркестровая раковина, так и называющаяся Раковина Наумбурга (англ. Naumburg Bandshell); при открытии раковины был впервые исполнен знаменитый марш Эдвина Голдмена «На аллее» (англ. On the Mall), посвящённый композитором Наумбургу.
Сын Наумбурга Вальтер продолжил дело своего отца, основав и субсидировав один из главных музыкальных конкурсов США.